# Пирекешкюль
Пирекешкюль (азерб. Pirəkəşkül) — село в Пирекешкюльском административно-территориальном округе Апшеронского района Азербайджана.

## Этимология
Название происходит от слов пир (святыня) и слова кешкюль, означающего коробочку из мускатного ореха, предназначенную для принятия садака.

## История
Прежде, на территории современного села существовал ряд сёл, в том числе и одноимённых. На 1933 год существовал Пирекешкюльский сельский совет, но к 1980-м годам все сёла сельского совета опустели.
Село образовано 7 февраля 1991 года, в тот же день основан Пирекешкюльский сельский совет.
В 1999 году в Азербайджане была проведена административная реформа и внутри Пирекешкюльского административно-территориального округа был учреждён Пиркекешкюльский муниципалитет Апшеронского района, куда и вошло село.
На данный момент село состоит из 3 составных частей, отдалённых друг от друга — военного городка Пирекешкюль, посёлка Чайлы и посёлка Аликули-кишлак.

## География
Село находится в 33 км от райцентра Хырдалан и в 40 км от Баку. Ближайшая железнодорожная станция — Хырдалан.
Село находится на высоте 68 метров над уровнем моря.

## Население
| Численность населения | Численность населения |
| 1999                  | 2009                  |
| --------------------- | --------------------- |
| 1460                  | ↗1765                 |

Население преимущественно занимается животноводством, также занято в промышленности.

## Климат
| Показатель                    | Янв. | Фев. | Март | Апр. | Май  | Июнь | Июль | Авг. | Сен. | Окт. | Нояб. | Дек. | Год  |
| ----------------------------- | ---- | ---- | ---- | ---- | ---- | ---- | ---- | ---- | ---- | ---- | ----- | ---- | ---- |
| Средний суточный максимум, °C | 6,5  | 6,0  | 9,5  | 16,6 | 22,1 | 27,1 | 30,2 | 30,1 | 25,7 | 19,3 | 15,8  | 9,2  | 19,5 |
| Средняя температура, °C       | 3,9  | 3,5  | 6,4  | 12,5 | 17,8 | 22,8 | 25,9 | 25,9 | 22,0 | 15,9 | 13,0  | 6,5  | 14,7 |
| Средний суточный минимум, °C  | 1,4  | 1    | 3,4  | 8,4  | 13,6 | 18,6 | 21,6 | 21,8 | 18,3 | 12,5 | 10,2  | 3,8  | 9,9  |
| Норма осадков, мм             | 24   | 20   | 24   | 39   | 34   | 29   | 14   | 13   | 21   | 33   | 32    | 25   | 308  |

Среднегодовая температура воздуха в посёлке составляет +14,7 °C. В посёлке полупустынный климат.

## Инфраструктура
В селе расположены почтовое отделение, 2 полных, неполная средняя школа, клуб, библиотека, врачебный пункт, мечеть.
13 января 2022 года начато строительство Хызы-Абшеронской ветряной электростанции. На территории села будет расположена зона 1 электростанции. Запуск планируется во II квартале 2025 года.